# 杜真塔
杜真塔（義大利語：Dugenta），是意大利贝内文托省的一个市镇。总面积15.96平方公里，人口2745人，人口密度172.0人/平方公里（2009年）。ISTAT代码为062027。